# 綽爾河
綽爾河（チョルがわ）とは主に内モンゴルを流れる川で、アムール川水系に属する嫩江右岸の支流の1つである。満州語ではチョル川(col bira)と呼ばれた。

## 概要
綽爾河はフルンボイル市のヒンガン山脈火燎溝附近より流れ出て東南方向に流れ、ヒンガン盟ジャライド旗を経て嫩江に合流する。全長は470km、流域面積は1.72万平方km。綽爾河流域における降水は7-8月に集中しており、この時期には大雨の日が多い。年間平均流量は54.1立方m每秒、年間流出量は21.6億立方mに達する。
綽爾河上流では貯蔵量16.4億立方mの文得根ダム、並びに綽勒ダムの建設が計画されている。綽勒ダムは綽爾河下流域のジャライド旗インデル鎮（音徳爾鎮）領域内に位置し、総貯蔵量は2.46億立方mである。
歴史的に綽爾河流域はモンゴル・トルコ系遊牧民族の活動範囲であり、モンゴル帝国時代には東方三王家の勢力下にあり、明朝の時代にはその後身であるウリヤンハイ三衛の活動地域であった。清朝がモンゴリアを支配下に置くと、綽爾河流域はジェリム盟ジャライト部の牧地とされた。